# Early Wynn
Early "Gus" Wynn Jr. (Hartford, 6 gennaio 1920 – Venice, 4 aprile 1999) è stato un giocatore di baseball statunitense che ha giocato nella Major League Baseball (MLB).
Il ruolo che ha ricoperto è stato quello del lanciatore e la mano che usava per lanciare era la destra. Nei suoi 23 anni di carriera ha giocato in diverse squadre come, i Washington Senators, i Cleveland Indians ed infine i Chicago White Sox. È stato riconosciuto come uno dei lanciatori più intimidatori grazie alla sua abilità di combinare palle veloci molto potenti con la sua attitudine a lanciare contro i battitori. Wynn è stato inserito nella Hall of Fame del Baseball nel 1972.
Dopo essersi ritirato come giocatore, decise di fare prima l'allenatore, poi il telecronista nella major league. Nel 1999, The Sporting News lo inserì al 100º posto nella classifica dei migliori cento giocatori di tutti i tempi. La morte lo colse nello stesso anno, in una casa di riposo, dopo vari problemi cardiaci e un ictus.

## Prima infanzia
Wynn nacque ad Hartford, in Alabama, da Blanche Wynn e da Early Wynn Sr., un meccanico automobilistico ed un ex giocatore di baseball semiprofessionista. Cominciò la sua carriera sportiva alle superiori, praticando sia il football che il baseball, eccellendo in entrambi gli sports. Mentre era uno studente del secondo anno, Wynn stava per aggiudicarsi il titolo del migliore running back della sua scuola nel gioco del football, quando si ruppe una gamba in un incidente contro un punter return. Questo evento lo costrinse a "dimettersi" dal football americano, ed a porre tutte le sue attenzioni ed energie nel baseball. Lo stesso Wynn descriverà questo infortunio come "la mia miglior frattura di sempre".
Mentre era ancora un adolescente, Wynn fece un provino per i Washington Senators, in Florida. Con la sua bravura, impressionò Clyde Milan, il coach dei Senators, tanto da farsi offrire un contratto per la minor league, che prevedeva 100 dollari al mese. Così decise di abbandonare la scuola e di non finire le superiori. Tra il 1937 e il 1939, Wynn giocò nella Florida State League e nella Peladmont League.

## Carriera nella MLB

### Inizio carriera
Wynn fece il suo debutto nella MLB nel 1939, giocando solo 3 partite, dopo le quali se ne tornò, nel 1940, nella minor league. Tornò nella MLB nel 1941, cominciando con 5 partite, delle quali solo 4 portate a termine, con un rapporto partite vinte-perse di 3-1. Nella stagione del 1942 ufficializzò il suo ingresso nella MLB, giocando in totale 30 partite, non finendone 4, vincendone 10 e perdendone 16, concludendo la stagione con una media PGL (punti guadagnati sul lanciatore) di 5.12. La stagione successiva giocò 37 partite, di cui 7 non finite, con un rapporto di 12 partite perse, 18 partite vinte ed una media PGL di 2.91. Nel 1944 finì la stagione in perdita, realizzando 17 partite perse e sole 8 partite vinte.
Nella seconda metà del 1944, Wynn fu arruolato dall'esercito americano e inviato nelle Filippine. Restò nell'esercito fino alla fine della Seconda guerra mondiale. Questo non gli permise di giocare la stagione del 1945 nella MLB, ma non smise di giocare. Infatti giocò con un team della Pacific Army, conosciuto con il nome di "Manila Dodgers".
Tornato a casa nel giugno del 1946, si riunì ai Senators. In 13 partite giocate, ne vinse 8, e ne perse 5. Nell'anno successivo, lanciò in 33 partite, totalizzando un rapporto partite vinte-perse di 17-15, nella maggior parte delle quali, fu il giocatore decisivo. Nel 1947 fece parte per la prima volta della squadra per l'AL (American League) nell'All-Star Game, come rimpiazzo per l'infortunato Bob Feller. Nel 1948 Wynn giocò 27 partite,  delle quali ne perse 19 e ne vinse 8, con una media PGL di 5.82.
Nel mercato del novembre 1948 i Boston Red Sox aprirono una trattativa di scambio con i Washington, chiedendo Wynn per Johnny Pesky. La trattativa però non andò in porto e il mese successivo i Cleveland Indians diedero Joe Haynes, Ed Klieman e Eddie Robinson in cambio di Wynn e Mickey Vernon. Qui l'ex lanciatore, nonché allenatore dei lanciatori, Mel Harder, gli insegnò come tirare le palle curve, le palle curve veloci, le palle lente e infine le palle ad effetto.

### Metà carriera

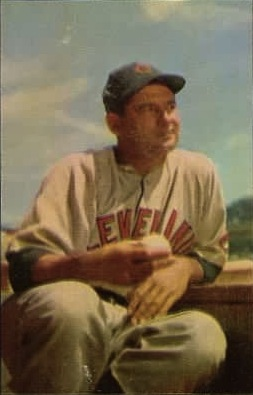
Wynn nel 1953

Nell'arco di tempo compreso fra il 1950 e il 1956, la stagione che chiuse con meno partite vinte ne aveva 17. Nel 1952 Wynn chiuse la stagione con 20 vittorie, e da quell'anno cominciò a contendersi il titolo del più grande lanciatore nella storia della MLB con i nomi di Bob Feller, Bob Lemon e Mike Garcia. Il manager Al López, si riferirà a questi quattro lanciatori come "i migliori lanciatori che io abbia mai visto in 33 anni nella MLB".
Nella stagione del 1954, Wynn riuscì a vincere 23 partire, realizzare una media PGL di 2.73, ed eliminare 155 battitori. I Cleveland arrivarono ad affrontare i New York Giants nei 1954 World Series. Nonostante fossero altamente più favoriti i Cleveland, i Giants vinsero nettamente in tutte e 4 le partite. All'inizio della stagione nel 1955 W. fu colpito dalla polmonite, ma nonostante la malattia, tornò a vincere nel maggio dello stesso anno, riuscendo a partecipare per la seconda volta nella sua carriera agli All-Star Game. Alla fine della stagione, aveva collezionato 17 vittorie e 11 sconfitte con una media PGL di 2.82.
Durante una partita, nel 1956, Wynn venne colpito in faccia da una "sharp line drive" buttata dall'interbase dei Senators Jose Valdivielso. Non lasciò il campo immediatamente, ma solo dopo aver compreso di aver perso 7 denti. Per la ferita furono necessari 16 punti.
Nella stagione del 1957 Wynn divenne il secondo lanciatore nella MLB a vincere una partita con un punteggio di 1-0, avendo registrato alla fine una decina di strickeout e un home run. Conclusasi la stagione del 1957, Wynn and Al Smith furono ceduti dagli Indians agli Chicago White Sox per Minnie Miñoso e Fred Hatfield.
Nel 1958 Wynn diventa il primo lanciatore a guidare la major league, per due anni consecutivi, nel numero degli strikeouts con squadre differenti (184 strikeout con i Cleveland e 189 con gli Chicago). Nel 1959, all'età di 39 anni, realizzando 22 partite vinte e solo 11 perse, con una media PGL di 3.16 ed infine con un numero di strikeouts pari a 179, vinse il Cy Young Award. Inoltre, nello stesso anno si tennero due All-Star Games ( la MLB fino al 1962 decise di fare due edizioni degli All-Star Game nello stesso anno), ed in entrambi Wynn partì titolare come lanciatore.
A causa dell'età, sempre nel 1959, cominciò a smettere di tirare palle veloci e cominciò a tirare le palle ad effetto. "For years they've been accusing me of throwing it when I didn't even know how to hold it ... I can't throw as hard as I did six, seven years ago. And I get tired quicker. I find that you can throw the knuckler with a little more effort and no strain", lasciando le stesse parole dette dal lanciatore (in traduzione "Per anni mi hanno accusato di lanciarle quando non sapevo nemmeno come tenerle ... non posso più lanciare forte come facevo sei, sette anni fa. Mi stanco più velocemente. Ho scoperto che si può lanciare una palla ad effetto con un po' più di impegno, ma senza sforzo").

### Fine Carriera
Nel 1960, prese parte per la settima ed ultima volta agli All-Star Game. Finì la stagione con 13 partite vinte e 12 perse. La stagione successiva prometteva bene (infatti aveva già vinto 8 partite, mentre ne aveva perse solo 2), ma a luglio fu costretto a ritirarsi per un breve periodo a causa di una malattia che gli dava un dolore persistente al braccio e alle gambe: la gotta. La stagione dell'anno successivo non si concluse nei modi migliori per il lanciatore. Infatti vinse solo 7 partite, mentre ne perse 15. La settima partita vinta fu, nella carriera di Wynn, la duecentonovantanovesima; lui, però, aveva già espresso il desiderio di arrivare almeno a 300 partite vinte prima di ritirarsi.
Nel 1963 torna ai Cleveland con i quali cercherà di raggiungere il suo traguardo prima del ritiro. Riuuscì a completare il suo obiettivo solo nella stagione del 1963. Il tempo passato e il numero dei tentativi fatti per passare da 299 partite vinte a 300, gli fecero guadagnare il record come il lanciatore che ha fatto più tentativi, e quello che ha messo più tempo per arrivare a 300 vittorie. Ricordando la trecentesima vittoria di Wynn, il battitore del Kansas City, Ed Charles, dirà "His fastball, if it reached 80, that was stretching it. He was laboring, throwing nothing but bloopers and junk."
Così, alla fine della stagione del 1963, arrivò il ritiro di Wynn. Anni dopo questo ritiro, Wynn stesso dirà di non essere assolutamente orgoglioso della sua trecentesima vittoria ("If I had pitched a good game and gone nine innings, that would be something. But that's not the way it was") e che la notte prima era stato sveglio tutta la notte a causa dei dolori provocati dalla gotta, malattia della quale ancora soffriva.
Al suo ritiro era l'ultimo giocatore tra coloro che avevano cominciato negli anni Trenta ad essere ancora attivo, e questo lo ha reso uno dei soli 29 giocatori nella storia del baseball ad aver giocato nella major league per quattro decenni. Nella sua carriera Wynn ha realizzato 300 partite vinte, 5 stagioni con oltre 20 partite vinte, 2,334 strikeouts, 290 partite completate, 49 shutouts e infine 4,556 inning vinti in 690 partite.

## Palmarès
- Cy Young Award: 1

1959
- MLB All-Star: 9

1947, 1955–1960²
- Leader della MLB in vittorie: 2

1954, 1959